# 布雷亚 (加利福尼亚州)
布雷亚（英語：Brea），是美国加利福尼亚州橙县下属的一座城市。建市于1917年2月23日，面积大约为12.08平方英里（31.3平方公里）。根据2010年美国人口普查，该市有人口39,282人。